# Peridontopyge mauriesi
Peridontopyge mauriesi är en mångfotingart som beskrevs av Demange 1971. Peridontopyge mauriesi ingår i släktet Peridontopyge och familjen Odontopygidae. Inga underarter finns listade i Catalogue of Life.